# Одноцветные моли-минёры
Одноцветные моли-минёры (лат. Tischeriidae), — семейство насекомых из инфраотряда разнокрылых бабочек, единственное в надсемействе Tischerioidea.

## Описание
Узкокрылые бабочки с размахом крыльев 6—12 мм. Передние крылья, как правило, однотонные, жилкование не редуцировано. Гусеницы — листовые минеры, главным образом на буковых и розоцветных.
Распространение преимущественно голарктическое, известны также из Южной Америки, Африки и Индии. В Палеарктике более 15 видов.

## Классификация
По данным 2023 года, семейство включают 11 родов и более 180 видов:
- Astrotischeria Puplesis & Diškus, 2003)
- Coptotriche Walsingham, 1890
- = syn. Emmetia Leraut, 1993
- Coptotrichoides Diškus & Stonis, 2023
- Dishkeya Stonis, 2020
- Gnathitischeria Diškus, 2023
- Manitischeria Diškus & Stonis, 2021
- Neotischeria Diškus & Stonis, 2021
- Pafazaria Diškus & Stonis, 2023
- Paratischeria Diškus & Stonis, 2017
- Rytietia Diškus, Xu & Dai, 2023
- Tischeria Zeller, 1839